# Anton Eilers

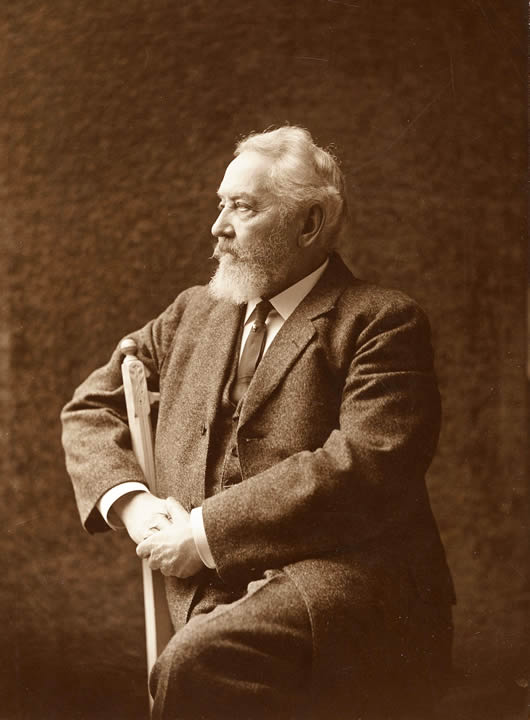
Anton Eilers

Friedrich Anton Eilers (* 14. Januar 1839 in Laufenselden; † 22. April 1917 in Sea Cliff, Long Island) war ein deutsch-amerikanischer Metallurg und Industrieller.

## Leben
Anton Eilers studierte an der Bergakademie Clausthal und der Georg-August-Universität Göttingen. 1858 wurde er Mitglied des Corps Brunsviga Göttingen. 1859 wanderte er in die Vereinigten Staaten aus. 1863 wurde er Mitarbeiter der Bergbauberatungsfirma Adelberg & Raymond und bereiste in den folgenden drei Jahren zur Begutachtung der Bergbauindustrie die gesamten Vereinigten Staaten. Von 1866 bis 1869 war er Leiter der Betty Baker Copper Mine and Furnace in Carroll County (Virginia). Nachdem die dortigen Kupfervorkommen erschöpft waren, arbeitete er in den nächsten sieben Jahren als Stellvertreter für Rossiter W. Raymond, US-Beauftragter für Bergbaustatistik für die Staaten und Territorien in den Rocky Mountains und westlich von ihnen.
1876 ging Eilers in das Salt Lake Valley, wo er Teilhaber und Generaldirektor der Germania Smelting and Refining Works wurde, die silberhaltige Bleierze verarbeitete. Durch Vermeidung der Bildung von Salamandern, was er unter anderem durch die exakte Dosierung von Schlackenbildnern erreichte, konnte er die Laufzeit der Schachtöfen deutlich verbessern. Mit dem Bau größerer, technologisch überarbeiteter Öfen erregte er in der Fachwelt Aufsehen. Mit Gustav Billing als Partner erbaute er ab 1879 die Arkansas Valley Smelting Works in Leadville, Colorado, die er in den nächsten Jahren erfolgreich betrieb.
1883 gründete er die Colorado Smelting Company, die mit neuen, nach dem Stand der Technik erbauten Öfen in Pueblo (Colorado) das per Eisenbahn aus der Madonna-Mine angelieferte Bleierz verarbeiteten.
Ab etwa 1890 gründete er mit Freunden die Montana Smelting Company mit Großanlagen in Great Falls (Montana). Diese wurde 1899 mit den East Helena Smelting Works und den meisten Unternehmen der Branche in Colorado zur American Smelting and Refining Co. konsolidiert, die bei ihrer Gründung einen Marktanteil von 67 % in den USA hatte. Bis 1910 war er Direktor und Technisches Vorstandsmitglied dieser Gesellschaft und der American Smelter's Securities Co., als er sich aus der Firmenleitung zurückzog. Er gehörte zudem dem Aufsichtsrat von Wells Fargo, der Seneca Mining Co. und der United Missouri River Power Co. an. Zuletzt war er noch Vice President der Last Dollar Gold Mining Co. in Cipple Creek, Colorado, und President der Colorado Mines Exploring Co.
Eilers gehörte zu den frühen Mitgliedern des American Institute of Mining Engineers, das er von 1875 bis 1877 und von 1882 bis 1884 leitete. Zudem war er 1876 und 1877 Vice President der Transactions of the American Institute of Mining Engineers, in denen er auch zahlreiche Fachaufsätze veröffentlichte. Er gehörte der American Forestry Association, der American Association for the Advancement of Science, dem Brooklyn Institute of Arts and Sciences und der Technical Society of New York an. Eilers gilt als eine der bedeutendsten Persönlichkeiten der US-amerikanische Erzbergbau- und Metallhüttenindustrie.
1863 heiratete er Elisabeth Emrich, mit der er fünf Töchter und einen Sohn hatte. Der Sohn Karl wurde wie sein Vater Metallurg und war Vice President der American Smelting and Refining Co.

## Schriften
- The Smelting of Argentiferous Lead Ores in Nevada, Utah and Montana, 1871 (zusammen mit O.H. Hahn und R. W. Raymond)
- The Progress of the Silver-Lead Metallurgy of the West During 1874, 1875